# NGC 5955
NGC 5955 (другие обозначения — MCG 1-40-6, ZWG 50.31, NPM1G +05.0473, PGC 55510) — спиральная галактика с перемычкой (SBb) в созвездии Змея.
Этот объект входит в число перечисленных в оригинальной редакции «Нового общего каталога».